# Paramathes maroccana
Paramathes maroccana là một loài bướm đêm trong họ Noctuidae.